# Aston Martin Rapide
Aston Martin Rapide – samochód osobowy klasy wyższej produkowany pod brytyjską marką Aston Martin w latach 2010-2020.

## Historia i opis modelu

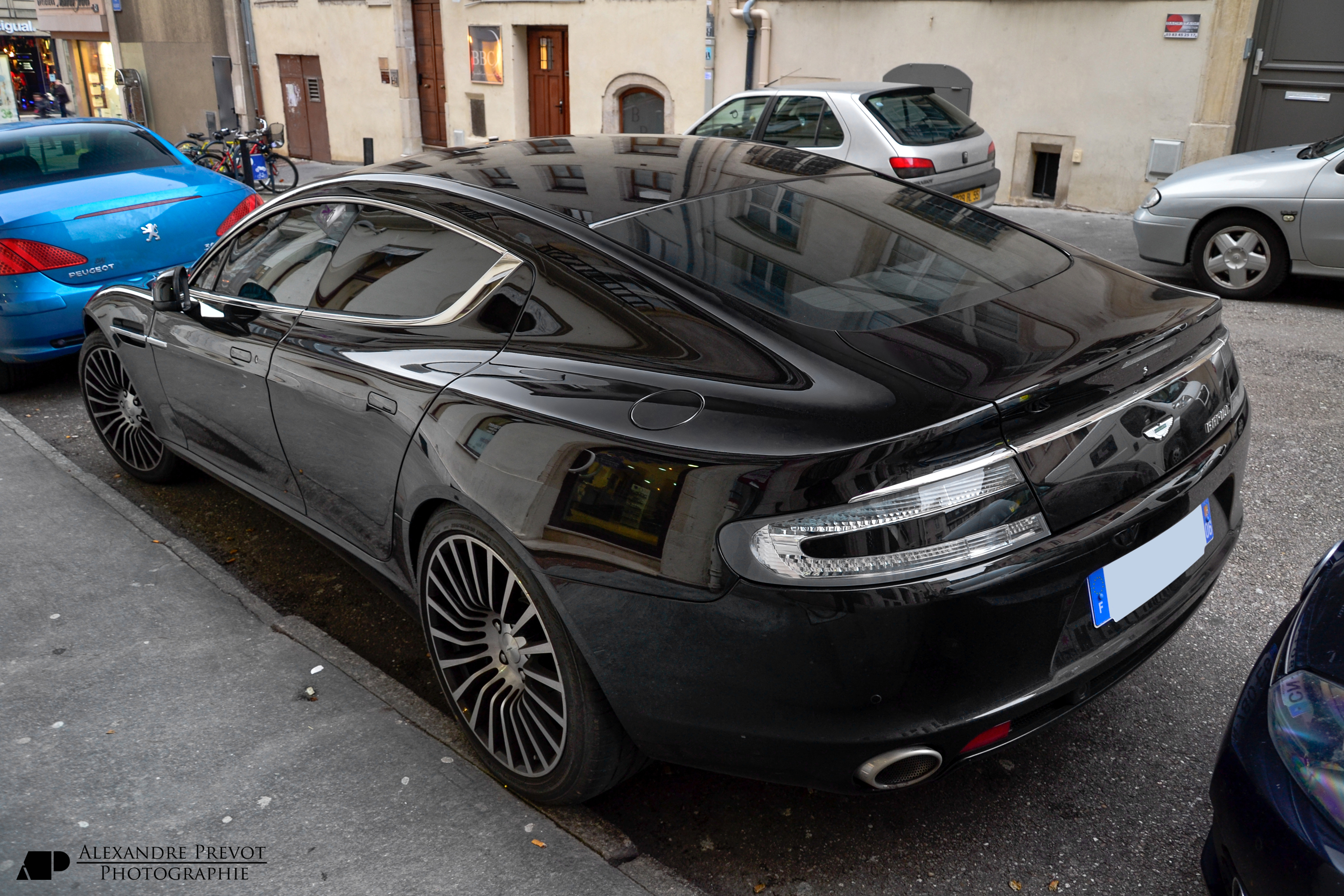
Aston Martin Rapide - tył

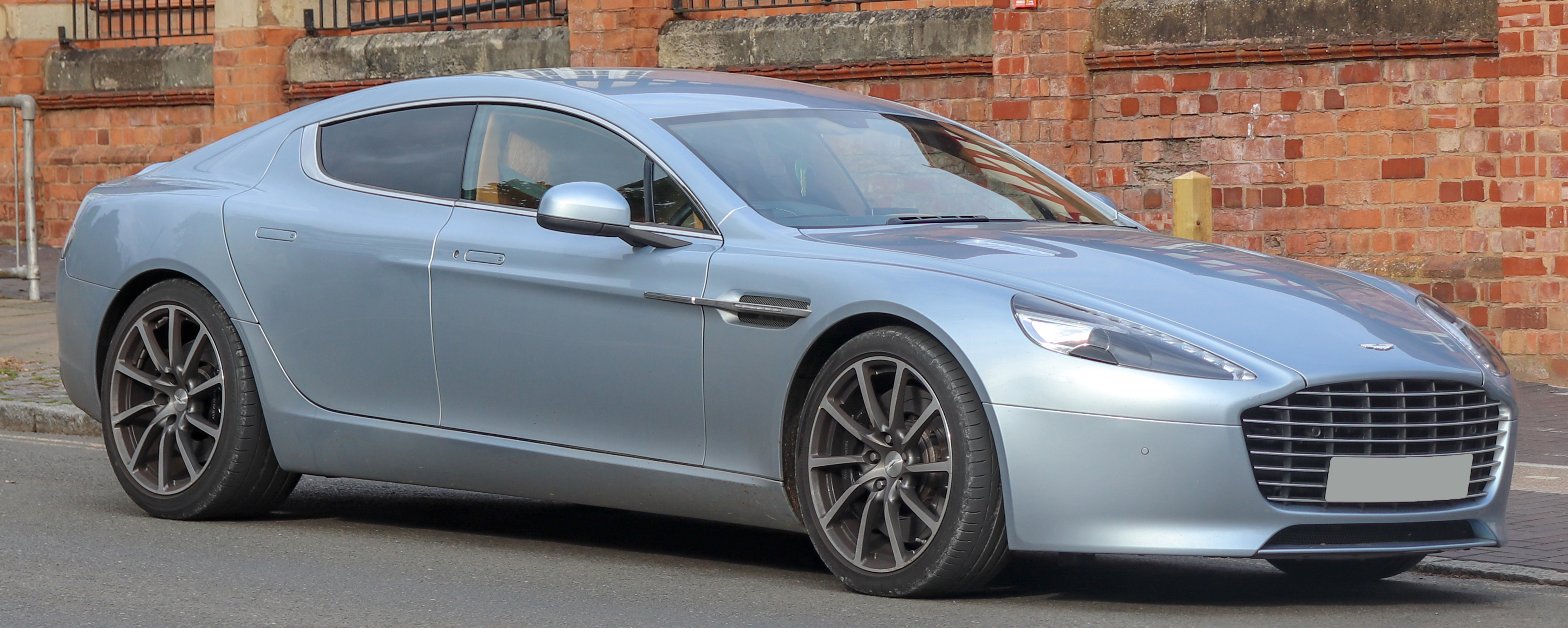
Aston Martin Rapide S po liftingu

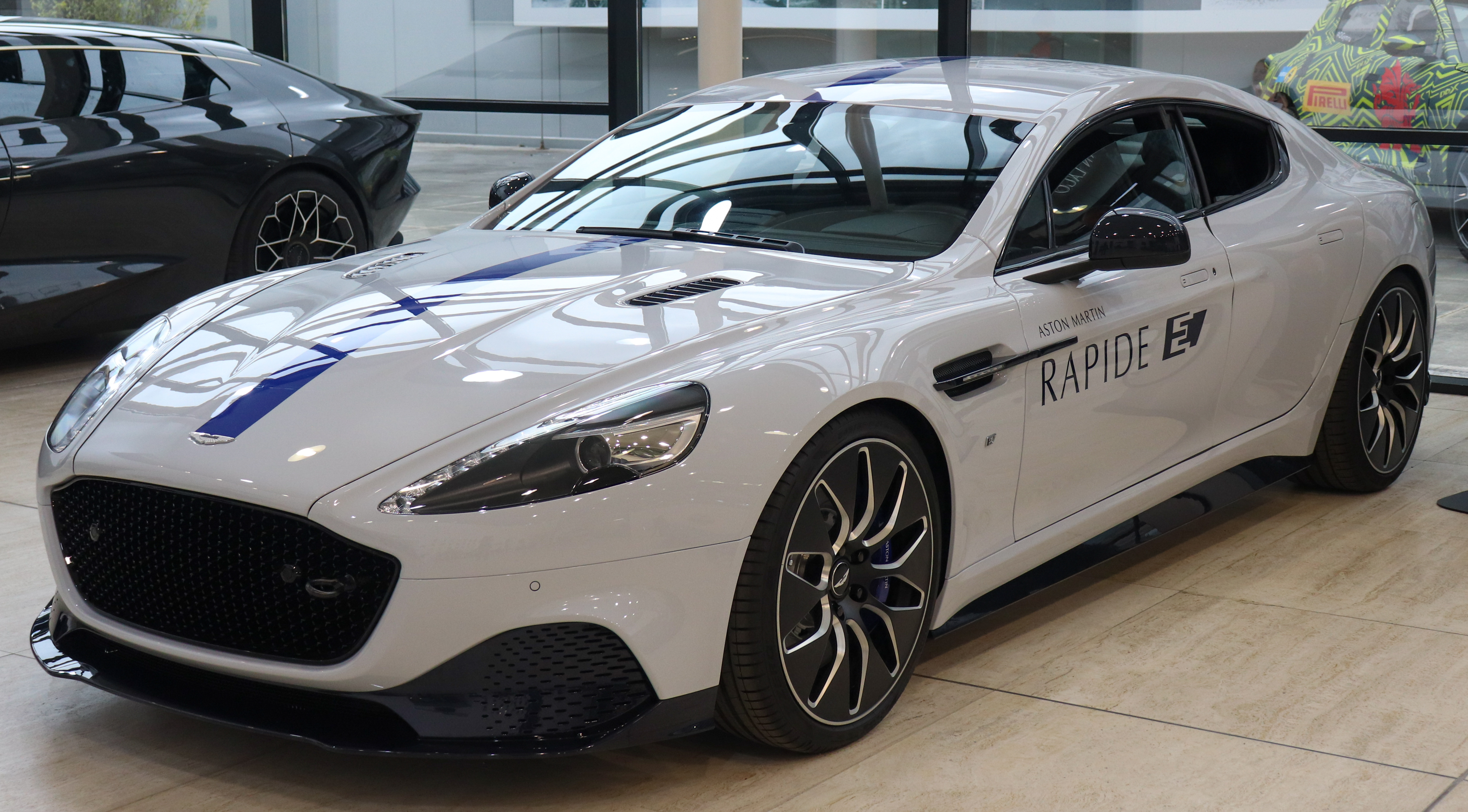
Aston Martin Rapide E

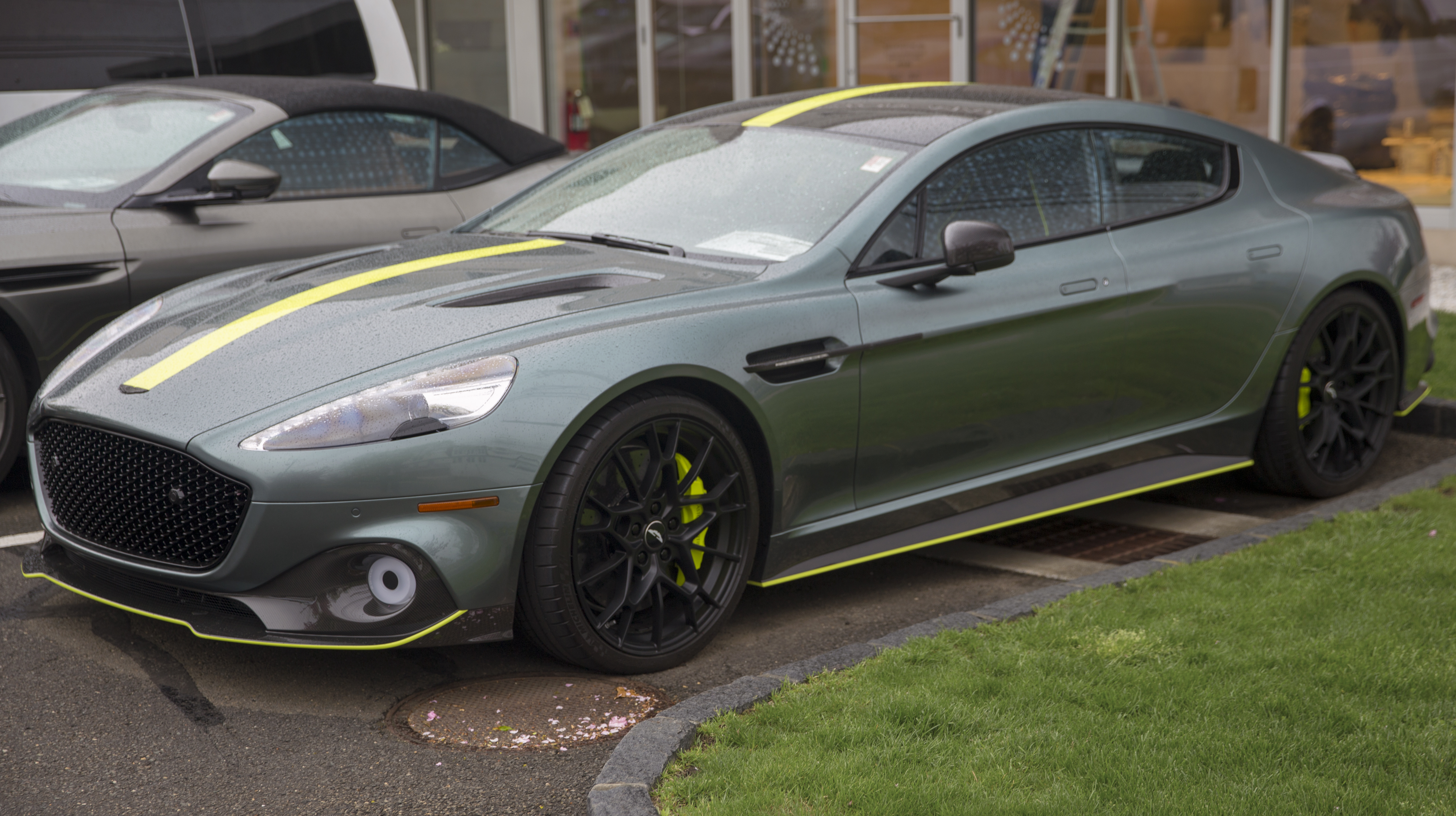
Aston Martin Rapide AMR

Samochód koncepcyjny został zaprezentowany podczas targów motoryzacyjnych w Detroit w 2006 roku. Wersję produkcyjną zaprezentowano trzy lata później podczas targów we Frankfurcie. Nazwa Rapide wywodzi się od Lagondy Rapide - sportowego sedana produkowanego w latach 1961 - 1964 przez firmę Lagonda, która obecnie należy do Astona Martina. Samochód bazuje na modelu DB9. Auto było montowane w austriackiej fabryce Magna Steyr w mieście Graz od marca 2010 do 2012 roku. Od 2012 roku pojazd produkowany jest w angielskiej fabryce w Gaydon.
W 2013 roku zaprezentowano odświeżoną oraz mocniejszą odmianę oznaczoną literą S wyposażoną w ten sam silnik o zwiększonej o 81 KM mocy do 558 KM. Wraz z wprowadzeniem nowej wersji delikatnie przemodelowano grill oraz tylny spojler, a wnętrze pojazdu wzbogacono o dwukolorową skórzaną tapicerkę, czujniki cofania oraz rozbudowany system multimedialny. 
W tym samym roku podczas targów motoryzacyjnych w Genewie zaprezentowano zaprojektowaną przez włoskie studio Bertone wersję Shooting Brake. Prototyp tego pojazdu nazwano Jet 2+2 i został on zbudowany dla uczczenia 60-lecia istnienia obu firm. Pokazowy egzemplarz otrzymał ogromny wlot powietrza, reflektory w technologii LED. Nowy Rapid zostanie wprowadzony do sprzedaży tak jak nowy Vantage w 2017 roku i będzie miał te same silniki.

### Wersje wyposażeniowe
- Luxe
- S

### Dane techniczne
- Pojemność skokowa: 5935 cm3
- Układ cylindrów: V12
- Moc maksymalna: 477 KM przy 6000 obr./min. (350 kW)
- Maksymalny moment obrotowy: 600 Nm przy 5000 obr./min.
- Prędkość maksymalna: 303 km/h
- Przyśpieszenie od 0 do 100 km/h: 5,3 s
- Skrzynia biegów: 6-biegowa automatyczna z możliwością ręcznej zmiany biegów poprzez manetki pod kierownicą
- Hamulce tarczowe wentylowane przód/tył: 390 mm/360 mm[4]

### S
- Pojemność skokowa: 5935 cm3
- Układ cylindrów: V12
- Moc maksymalna: 558 KM
- Prędkość maksymalna: 305 km/h
- Przyśpieszenie od 0 do 100 km/h: 4,9 s
- Hamulce tarczowe wentylowane przód/tył: 400 mm/360 mm[4]
- Rozkład masy przód/tył: 51/49[4]